# Torshāyeh
Torshāyeh är en ort i Iran.   Den ligger i provinsen Gilan, i den norra delen av landet, 190 km nordväst om huvudstaden Teheran. Antalet invånare är 129.
Terrängen runt Torshāyeh är platt åt nordost, men åt sydväst är den kuperad. Runt Torshāyeh är det ganska tätbefolkat, med 134 invånare per kvadratkilometer. Närmaste större samhälle är Langarud, 15,8 km nordväst om Torshāyeh. Trakten runt Torshāyeh består till största delen av jordbruksmark.